# دودلي ريتشاردز
دودلي ريتشاردز (بالإنجليزية: Dudley Richards)‏ هو متزلج فني أمريكي، ولد في 4 فبراير 1932 في بروفيدنس في الولايات المتحدة، وتوفي في 15 فبراير 1961 في بروكسل في بلجيكا.

## وصلات خارجية
- دودلي ريتشاردز على موقع أوليمبيديا (الإنجليزية)